# بوابة موشي
31°34′38″N 74°19′18″E / 31.5772°N 74.32155°E

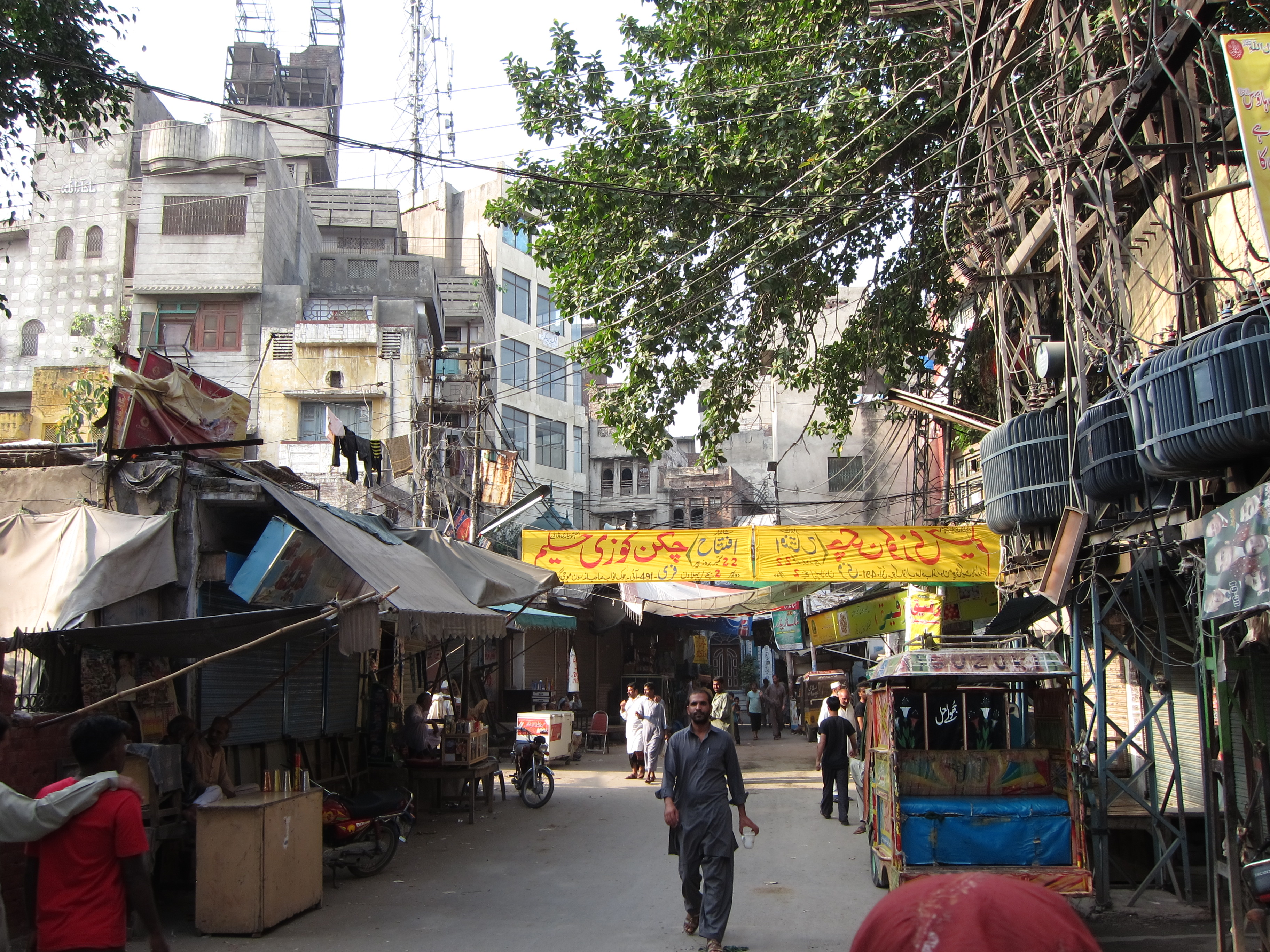
مدخل بوابة موشي

بوابة موشي هي بوابة تقع في جنوب مدينة لاهور المسورة بين بوابة أكبري وبوابة شاه علم في لاهور، في البنجاب في باكستان.
وهي واحدة من البوابات الثلاثة عشر لمدينة لاهور المسورة التي بُنيَت في عهد السلطان المغولي أكبر وكانت متصلة بسور محصن يبلغ ارتفاعه ثلاثين قدمًا لحراسة المدينة. هُدمَت البوابات أثناء الحكم البريطاني ولكن أُعيد بنائها في أوائل القرن العشرين، ثم خلال أعمال الشغب في عام 1947 حُرقَت بعض البوابات وهُدمَت بعضها الآخر، وكانت بوابة موشي واحدة منها. لا يوجد هيكل البوابة الآن ولكن الشوارع والمحلات والمباني ذات القيمة المعمارية العالية لا تزال مرئية في شوارعها.
هناك العديد من التقاليد المرتبطة باسم هذه البوابة ذاتها. يقول بعض المؤرخين أن اسمها يعود إلى موتي، حارس البوابة في العصر المغولي، الذي كان يحرس البوابة ويعتني بها طوال حياته. من ناحية أخرى، يتفق معظم المؤرخين على أن "موشي" هي الشكل المشوه للكلمة الأردية "مورشي" والتي تعني "جندي الخندق". كانت وحدات "بيادا" التابعة للحاكم تتمركز هنا. ويدعم هذا الأصل من اسمها حقيقة أن الشوارع المختلفة (المحلات) داخل هذه البوابة لا تزال تحمل أسماءها القديمة مثل محلا تير-غاران (صناع السهام)، ومحلا كامان-غاران (صناع القوس).
يشتهر البازار الموجود حول بوابة موشي بمتاجره الذي يبيع الفواكه المجففة والطائرات الورقية والألعاب النارية. تشتهر بوابة موشي أيضًا بالمسجد القديم لمحمد صالح كامبوه، مُعلم السلطان المغولي أورنجزيب. وفي الداخل يوجد محلة الشيعة، حيث يجتمع الشيعة تقليديًّا في لاهور كل سنة في شهر محرم (10 محرم الاستشهاد) وصفر (20 صفر الأربعينية) لإقامة المجالس لإحياء ذكرى استشهاد الإمام الحسين. يوجد هنا عدد من إمامات برغاس على شكل هافيلي. وبعيدًا عن أهميتها الدينية، فإن بعضها تعتبر تحفة فنية تصور الهندسة المعمارية في عصرها. وبعض هذه الأمثلة هم: مجمع مبارك، مجمع نثار، الإمام برغ أكبر علي شاه، مجمع لال هافيلي. محل الكباب (سيينا كباب والا)، واثنين من محلات الحلويات (حلويات فضل وحلويات رفيق)، ومخبز نان خاتاي التقليدي (مخبز زاهد) وبئر ماء قديم (لال خو) هي بعض من السمات المعروفة في محلة شيعة. أمام لال هافيلي يوجد موشي باغ. كانت هذه المنطقة، حتى وقت قريب، عبارة عن رقعة خضراء مُورقة بها أشجار ظليلة، نصفها الآن قاحل بسبب إعادة تصميمها لتصبح "ركنًا للمتحدثين" في ضوء تاريخها الذي شهد استضافة العديد من الزعماء السياسيين المشهورين الذين خاطبوا الحشود في هذا المكان. الآن تُستخدم أرض الحديقة هذه (الباغ) لإقامة مراسم الزفاف من السكان المحليين ولعب الكريكيت من الأولاد المحليين.

## موشي باغ
حديقة موشي باغ هي أشهر أماكن التجمع السياسي في باكستان. تقع موشي باغ على الجانب الأيمن مباشرة من بوابة موشي. وقد ألقى العديد من الزعماء السياسيين المشهورين في باكستان وفي فترة ما قبل الاستقلال خطابات هنا.
حتى أواخر ثمانينيات القرن العشرين، كان من المعتقد على نطاق واسع أنه ما لم يتمكن السياسي من إلقاء خطاب أمام حشد كبير من الناس في موشي باغ فإنه لا يستحق مكانته السياسية.
في الوقت الحالي، أُفسدَت موشي باغ بسبب تعدي سائقي الشاحنات الثقيلة على النصف الأيمن منها واستخدامها مواقفًا للسيارات في انتهاك لقوانين المناطق العامة.
في آذار 2007، أعلنت هيئة الحدائق والبستنة أنها ستُنفذ أعمال صيانة في موشي باغ. وتتضمن الأعمال المقترحة إنشاء مسرح بمساحة 27×33 (قدمًا)، وصيانة السلالم حول الحديقة، وإنشاء نوافير ومسارات للركض، وتركيب مقاعد وأضواء وزراعة العشب. منذ ذلك الحين لم تُجرى أي صيانة، لذا أصبحت الحديقة الآن في حالة سيئة.

## في الثقافة الشعبية
- ردًا على هتافات المعارضة في الجمعية الباكستانية، قال رئيس مجلس النواب شودري أمير حسين "هذه ليست بوابة موشي، ولا ينبغي رفع مثل هذه الشعارات في الجمعية".[8]